# Metamynodon
Metamynodon é um gênero extinto de rinoceronte cujos fósseis foram descobertos nos Estados Unidos da América e na Ásia.
A criatura de quatro metros de comprimento foi considerada próxima do rinoceronte moderno, mas parece mais como um hipopótamo. As patas dianteiras de Metamynodon tinham quatro dedos em vez dos três encontrados geralmente nos outros rinocerontes. Embora fosse um herbívoro (como indicado por seus dentes), seu crânio tinha uma crista óssea associada tipicamente aos mamíferos carnívoros; provávelmente alimentava-se de plantas resistentes e os músculos da maxila estavam unidos a esta crista. Metamynodon usava seus caninos alongados para procurarar pelo alimento nas margens dos rios. Graças a seus olhos elevados poderia ver quando submerso quase como um hipopótamo ou um crocodilo.